# Hillerød Stadion
Hillerød Stadion, znany również jako Secma Ground sponsorname – stadion piłkarski w Hillerød w Danii. Na tym stadionie gra swoje mecze Hillerød Fodbold. Pojemność stadionu wynosi 1 500 (w tym 240 siedzeń). 